# Beat the Bastards
Beat the Bastards (в переводе с англ. — «Бей Ублюдков») — седьмой студийный альбом шотландской панк-рок-группы The Exploited, выпущенный в 1996 году на лейбле Rough Justice.

## Об альбоме
'Beat the Bastards отличается от своих предшественников высоким качеством звучания и исполнением треков в более тяжёлом стиле, нежели схожая с ним предыдущая работа группы The Massacre 1990 года. В песнях присутствуют голосовые вставки и ругательства. Тексты повествуют слушателям о коррупции, жестокости и беспределе, которые царят на улицах Великобритании. В ответ на вопрос о резкой перемене музыкального стиля группы Уотти припомнил журналистам, что их первые альбомы вышли задолго до Metallica и что именно The Exploited повлияли на весь жанр метал и опередили его.
В записи принял участие гитарист Фрэйзер Розетти (Фраз), которого на альбоме обозначили Джеми Бьюкэном. Продюсером альбома выступил Колин Ричардсон, известный своей работой с группами Carcass и Napalm Death. О записи Beat the Bastards Колин сказал следующее: «Мы долго записывались в студии, все заняло много времени из-за вокала. Я хотел, чтобы этот альбом звучал очень неистово, и повторял записи все снова и снова когда что-то казалось мне не так или у Уотти садился голос. Лейбл сильно давил на нас, и это вполне естественно… за такое время можно записать около пяти альбомов!» По словам вокалиста Бьюкэна бюджет пластинки Beat The Bastards составил 40 тысяч фунтов вместо 20 тысяч, то есть был превышен в два раза.
После выхода альбома фронтмен The Exploited Уотти Бьюкэн впервые предстал перед публикой без свой знаменитой причёски ирокез, а именно с несколько видоизменённой причёской, что можно увидеть в клипе на заглавную песню Beat the Bastards.
В 2014 году лейбл Nuclear Blast издал на виниловом диске и компакт кассете этот альбом с бонус-треками.
В заглавной песне "Beat the bastards'' использован сэмпл из фильма  "Твин Пикс: Сквозь огонь".

## Список композиций
1. «Beat the Bastards» — 4:21
2. «Affected By Them» — 3:04
3. «Don’t Blame Me» — 5:00
4. «Law for the Rich» — 3:20
5. «System Fucked Up» — 2:48
6. «They Lie» — 2:45
7. «If You’re Sad» — 5:20
8. «Fightback» — 3:25
9. «Massacre of Innocents» — 4:00
10. «Police TV» — 3:44
11. «Sea of Blood» — 3:57
12. «Fifteen Years» — 3:05
13. «Serial Killer» — 6:45

Live In Saint-Petrsburg
(дополнительные композиции винилового издания 2014 года)
1. Let's Start a War
2. The Massacre
3. Dogs of War
4. Noize Annoys
5. UK '82
6. Lie to Me
7. Dead Cities
8. Chaos is My Life

## Участники записи
- Уотти Бьюкэн — вокал
- Фрэйзер Розетти ("Джеми Бьюкэн") — гитара [1][2]
- Джим Грей — бас
- Вилли Бьюкэн — барабаны, бас
- Артур Далримпл - гитара (треки 5, 13) [2]